# 榮譽

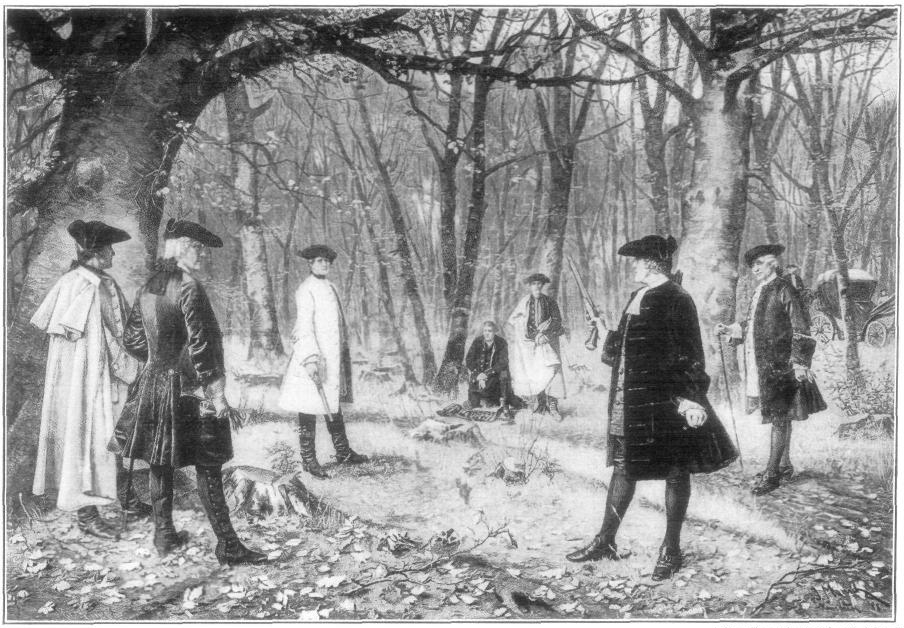
西方人在19世紀時可以光明正大的舉辦決鬥，如果在不作弊的前提下勝出，那麼會在社會上獲得巨大的榮譽，而失敗者也不會被羞辱。圖為亞歷山大·漢密爾頓接受亞倫·伯爾的挑戰來捍衛自己的榮譽

荣誉（英語：Honor），又稱榮光、榮耀、光榮、名譽，指的是一个人在學校或社会上所获得的评价，直接关系到一个人的社会地位、信誉、信用。在传统社会中，是否擁有榮誉的可能會被武斷的用來评断一个人是否為诚实、尊重、正直或公正的。
榮譽也是個人與社會之間的一種“紐帶”，政府通常會鼓勵這種俱有社會正面意義、教育意義以及善良品質的人物，並將他們的故事廣泛傳播，以達到教化其他人的目的。這在西方的語境下，榮譽包括高效的執行力、勇敢、不怕強權、騎士精神、誠實和富有同情心。而在其它文化中，榮譽是一個非常抽象的概念，表現為一種“讓人感知到尊敬”的情感，這種情感對有榮譽者的個人、家庭、學校、團體或國家有正面加強作用，也會讓有榮譽者的自我評價良好。因此，榮譽沒有統一的定義，每個社會都會因為其中居民的道德標準、和諧程度、相愛程度、對尊嚴的感受力等條件而產生不同的榮譽定義。
以西方人的視角來說，塞繆爾·約翰遜（Samuel Johnson）在他寫的《英語詞典》（A Dictionary of the English Language, 1755）一書中明確將榮譽定義為多個都被描述的句子。其中的第一個是“高貴的靈魂、寬宏大量，以及對卑鄙的蔑視”。這種榮譽來自於被賦予它的人所感知的美德行為和個人誠信。另一方面，約翰遜也將榮譽定義為“與聲譽、名望有一定重合的模糊概念”，有榮譽的人比沒有的人更加容易獲得“特權”，在學校、政府機關、公司的考核中，有榮譽的人也能獲得“優先享受權”。不過這種“特權型的榮譽”在道德水平發展較高的社會中會被嚴厲禁止，因為這是假的榮譽，甚至已經違背了榮譽的初衷，成為了一種“顯示其權力高於他人”的惡性循環。
最後，傳統的女性榮譽可能會和“貞潔”相關，而在基督教或一夫一妻制中的已婚男女的榮譽也會和“忠誠”相關。反對者則認為，“榮譽”或“貞潔”應該更多的充當一種“嘉獎型的虛位稱號”，而非一種用在表揚、譴責或束縛他人上的話術。

## 社會背景

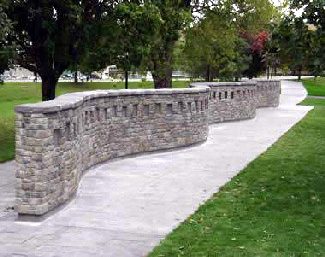
加拿大皇家軍事學院的榮譽牆

榮譽作為一種普遍存在行為準則，管束了一個人在社會群體中的地位。Margaret Visser觀察到，在典型的以榮譽為基礎的西方式社會中，“一個人就是他或她在其他人眼中的樣子，他們可以達到知行合一、完全誠實”。
而在非西方國家中，甚至連“榮譽是什麼”本身都沒有文字記錄，所有的榮譽都是統治者賜予的。統治者們可以隨意裁定一個人是否俱備榮譽，沒有榮譽的人則可能為了得到榮譽而對統治者施盡諂媚，但這本身就是“極其不榮譽的”。這種統治者給的榮譽的特點是“不明確的、不客觀的”，更多的被視為“面子”的同义词，是一種方便獨裁體制展开道德绑架的統治招術。
一般來說，人們是有能力分辨“榮譽”與“尊嚴”之不同的。華茲華斯認為，這兩者均可以通過個人良心來評判，即使這個良心會些許的違反社區內的共識。而“面子”則和良心無關，屬於東方主義社會學之中的概念。
在歐洲中世紀的早期，領主或女士的榮譽是他或她擁有的一組莊園。這個詞最初用於表示“這個人有比一般人更高的地位、更多的財產。”一個人說“我的榮譽”時，不僅是對他或她地位的肯定，而且這句話背後的富含著更多真實又可貴的“道德感”，例如“我願意以我的財產和地位作為抵押，保證XXX的清白”。
榮譽的重要性在現代歐美似乎已經下降了很多； 在個人背景下，歐美的“良心”一詞已經能完全取代它。而“法治精神”（以及其中定義的權利和義務）則取代大部份上流社會的人的“榮譽感”，“良心”和“法治精神”在現代社會背景下已經能接管大部份“傳統榮譽”所為社會貢獻的功能。
流行的刻板印象會讓它在更受傳統束縛的文化（例如普什圖、意大利南部、波蘭、波斯、土耳其、阿拉伯、伊比利亞）中以類似於東方主義的感知更明確地生存. 關注土地使用和土地所有權的封建或其他農業社會可能比當代工業社會更傾向於“尊重”。請注意，坎特伯雷的聖安瑟倫（約 1033 – 1109 年）在Cur Deus Homo中將榮譽的概念從他自己的封建社會擴展到假定上帝的榮譽。
強調榮譽的重要性存在於軍隊等傳統機構（現役軍官可以舉行榮譽法庭）和具有軍事精神的組織中，例如童軍組織（也有“榮譽法庭”）。
從歷史上看，性方面的榮譽經常與忠誠相關：維護“榮譽”主要等同於保持單身的童貞和其餘人口的排他性一夫一妻制。這種榮譽的進一步概念在不同文化之間差異很大。一些文化認為，如果個人通過違背家庭意願結婚“玷污了家庭的榮譽”，而通常出於拒絕參加包辦婚姻、發生婚外性行為等原因，則對自己家庭成員（主要是女性）的名譽殺害是正當的, 著裝不當, 或從事同性戀關係甚至成為強奸的受害者. 西方觀察家普遍將這些榮譽謀殺視為男性利用榮譽文化控製女性性行為的一種方式。
剝皮工、劊子手、掘墓人、牧羊人、理髮師、磨坊主、亞麻織工、閹豬工、廁所清潔工和法警及其家人，在18～19世紀世紀的德國社會中會被視為沒有榮譽的人，即“不光彩的人”（Unehrliche leute）。

## 法律及文化差異

### 個人榮譽
許多社會學家和人類學家將歐美的榮譽文化與法律文化視為同一內核的不同表現模式。法律文化具有所有社會成員都必須遵守的法律體系，並對違法者進行懲罰。這需要一個具有製定和執行法律所需結構的社會。法律文化融合了社會契約：社會成員放棄某些方面的自由來保護自己和對傷害進行報復，因為社會將逮捕和懲罰違法者。
政府執法的另一種選擇是社區或個人執行社會規範。
榮譽發揮作用的一種方式是作為聲譽的主要因素。在一個沒有法院會授權使用武力來保證合同執行的製度中，榮譽的聲譽對於促進交易夥伴之間的信任是非常有價值的。不履行協議可能會在經濟上造成毀滅性的後果，因為所有未來的潛在交易夥伴可能不再相信該方不會說謊、偷竊他們的金錢或物品、不償還債務、虐待他們結婚的孩子、與其他人生孩子、遺棄他們的孩子，或未能在需要時提供援助。一個不光彩的人可能會被社區迴避，以此作為懲罰不良行為並激勵他人維護名譽的一種方式。
如果一個人的榮譽受到質疑，那麼反駁任何不實誹謗就很重要了。在某些文化中，決鬥的做法是作為一種堅定地解決此類爭端的手段而出現的，儘管是通過武力或技巧的身體優勢而不是通過對證據和事實的客觀考慮。
榮譽也可以意味著執行某些行為的責任，例如供養和管教自己的孩子，在戰爭期間服兵役，為當地的集體項目做出貢獻，例如建設基礎設施，或者對直接傷害的行為進行報復以進行報復 。

### 家族榮譽
個人榮譽的概念可以擴展到家庭榮譽，這從兩個方面加強了遵守社會規範的動機。首先，不光彩行為的後果（例如自殺或導致死亡的搶劫未遂）比肇事者活得更久，並對他們可能關心的家庭成員產生負面影響。其次，當一名家庭成員行為不端時，其他家庭成員有能力並有動力強烈執行社區規範。
在強大的榮譽文化中，那些不順從的人可能會被迫或在壓力下順從，而違背者會受到身體或心理上的懲罰。暴力的使用在其性質上可能是集體性的，許多親屬一起行動。[9]最極端的懲罰形式是名譽殺人。家庭層面的決鬥和報復會導致持續的世仇。
以榮譽為基礎的文化也被稱為榮譽-恥辱文化，與內疚-羞恥-恐懼文化譜系中的內疚文化形成對比。
家庭型的榮譽文化通常屬於保守主義，不俱備進步思想，它編碼了前現代的傳統家庭價值觀和責任。在某些情況下，這些價值觀與後性革命和平等社會的價值觀發生衝突。再加上禁止治安維持治安或個人伸張正義，法律文化有時認為榮譽文化中的做法是不道德的或違反人權的法律概念。

## 參见
- 信譽
- 勋章
- 名誉杀害
- 毀謗